# 1817 în literatură
Anul 1817 în literatură a implicat o serie de evenimente și cărți noi semnificative.  

## Cărți noi
- Jane Austen - Northanger Abbey
- Selina Davenport - Woman's Privilege
- Maria Edgeworth - Ormond and Harrington
- Ann Hatton - Gonzalo de Baldivia
- Edward Moore - The Mysteries of Hungary
- Henrietta Rouviere Mosse - A Bride and No Wife
- Anna Maria Porter - The Knight of St. John
- Sir Walter Scott - Rob Roy
- Catherine Selden - Villa Santelle
- Elizabeth Thomas - Claudine